# Desloratadine
Desloratadine is een stof die als antihistaminicum staat geregistreerd en op de markt is gebracht onder verschillende merknamen. Ze wordt gebruikt bij de behandeling van allergische reacties zoals hooikoorts en huisstofmijtallergie. Het in 1991 voor het eerst voor dit doel gepatenteerde middel is uit een generatie geneesmiddelen met minder bijwerkingen zoals slaperigheid. Desloratadine is de actieve metaboliet van loratadine.

## Websites
- Desloratadine double-E Pharma 0,5 mg/ml, april 2021.  bijsluiter, informatie voor de patiënt
- Registratietekst Nederland, november 2015. gearchiveerd